# Alfredo (1920–1997)
Alfredo Ramos dos Santos (Alfredo, ur. 1 stycznia 1920 w Rio de Janeiro, zm. 23 października 1997) – brazylijski piłkarz, pomocnik. Srebrny medalista MŚ 50.
Prawie całą karierę spędził w CR Vasco da Gama (1937–1956). Z tym klubem pięciokrotnie zwyciężał w Campeonato Carioca. Krótko - w 1949 - był piłkarzem CR Flamengo.
W reprezentacji Brazylii rozegrał 6 spotkań (1 gol). Podczas MŚ 50 wystąpił w jednym spotkaniu grupowym, zremisowanym 2:2 meczu ze Szwajcarią i strzelił bramkę. Brał udział w Copa América 1945 (drugie miejsce).